# Amsacta aliena
Amsacta aliena är en fjärilsart som beskrevs av Sergius G. Kiriakoff 1954. Amsacta aliena ingår i släktet Amsacta och familjen björnspinnare. Inga underarter finns listade i Catalogue of Life.